# Афонино (Пошехонский район)
Афонино — упразднённая деревня в Пошехонском районе Ярославской области России. На момент упразднения входила в состав Белосельского сельсовета.

## География
Урочище находится в северной части области, в подзоне южной тайги, к северу от автодороги 78К-0010, на расстоянии примерно 18 километров (по прямой) к юго-востоку от города Пошехонье, административного центра района.

### Климат
Климат характеризуется как умеренно континентальный, с продолжительной холодной зимой и коротким умеренно тёплым летом. Среднегодовая температура воздуха — +2,9…+3,5 °C. Годовое количество атмосферных осадков — 500—750 миллиметров, из которых большая часть выпадает в тёплый период. Преобладающее направление ветра юго-западное.

## История
Упразднена в 1995 году.